# Echiodon neotes
Echiodon neotes är en fiskart som beskrevs av Markle och Olney, 1990. Echiodon neotes ingår i släktet Echiodon och familjen nålfiskar. Inga underarter finns listade i Catalogue of Life.